# Guns Are Loaded
Guns Are Loaded är en singel av Daron Malakian and Scars on Broadway, som släpptes den 13 juli 2018 som den tredje singeln från Dictator. En del av låten laddades upp på bandets hemsida tidigt under 2012 och bandet uppträdde med den live detta år, men det dröjde till juli 2018 innan "Guns Are Loaded" släpptes i sin helhet. John Hill från Revolver ansåg att "Guns Are Loaded" hade en atmosfärisk uppbyggnad innan det tyngre gitarrsoundet kom in. Hill tyckte även att Malakians röst nådde nya nivåer i och med denna låt. Joe DiVita från Loudwire höll med om den atmosfäriska uppbyggnaden i "Guns Are Loaded" och han ansåg att den senare hälften av låten hade en liknande estetik med fasta gitarriff.

## Låtlista
Alla låtar är skrivna och komponerade av Daron Malakian, om inte annat anges. 
| Nr | Titel           | Längd |
| -- | --------------- | ----- |
| 1. | Guns Are Loaded | 4:16  |